# Fatman Scoop
Isaac Freeman III, beter bekend onder zijn artiestennaam Fatman Scoop (New York, 1970 of 1971 – Hamden (Connecticut), 30 augustus 2024), was een hiphopartiest en radiopersoonlijkheid die bekend was om zijn ruige, luide stem.
Hij was bekend van zijn single "Be Faithful", die de nummer één behaalde in het Verenigd Koninkrijk en Ierland in eind 2003 en top 5 in Australië. De hoogste positie in Vlaanderen was de 11de plaats en in Nederland de 15de plaats. Ook het nummer Drop, in samenwerking met Timbaland & Magoo, is bekend. Deze nummers worden al jaren dikwijls afgespeeld in clubs over de hele wereld. In 2005 werkt hij met Ciara en Missy Elliott samen op Lose control, een plaat die refereert aan de oude elektrohit Clear van Cybotron
Scoop overleed op 30 augustus 2024 op 53-jarige leeftijd. Hij was diezelfde dag tijdens zijn show in op het podium in Hamden Town Center Park in Connecticut ingestort.

## Discografie

### Albums
| Album met eventuele hitnotering(en) in de Nederlandse Album Top 100 | Datum van verschijnen | Datum van binnenkomst | Hoogste positie | Aantal weken | Opmerkingen   |
| ------------------------------------------------------------------- | --------------------- | --------------------- | --------------- | ------------ | ------------- |
| Fatman Scoop's party breaks: Volume 1                               | 2003                  | -                     |                 |              |               |
| In the club                                                         | 2006                  | -                     |                 |              |               |
| Fatman Scoop's hottest                                              | 2008                  | -                     |                 |              | Verzamelalbum |

### Singles
| Single met eventuele hitnotering(en) in de Nederlandse Top 40 | Datum van verschijnen | Datum van binnenkomst | Hoogste positie | Aantal weken | Opmerkingen                                                        |
| ------------------------------------------------------------- | --------------------- | --------------------- | --------------- | ------------ | ------------------------------------------------------------------ |
| Be faithful                                                   | 2003                  | 29-11-2003            | 15              | 5            | met The Crooklyn Clan / Nr. 30 in de Single Top 100 / Alarmschijf  |
| Lose control                                                  | 24-06-2005            | 30-07-2005            | 39              | 3            | met Missy Elliott & Ciara / Nr. 24 in de Single Top 100            |
| Dance!                                                        | 28-04-2006            | 27-05-2006            | tip13           | -            | met Goleo VI & Lumidee / Nr. 70 in de Single Top 100               |
| Rock the boat                                                 | 09-01-2012            | 07-04-2012            | 33              | 3            | met Bob Sinclar, Pitbull & Dragonfly / Nr. 47 in de Single Top 100 |
| Don't stop the madness                                        | 2014                  | 03-01-2015            | tip27           | -            | met Hardwell & W&W                                                 |

| Single met hitnotering(en) in de Vlaamse Ultratop 50 | Datum van verschijnen | Datum van binnenkomst | Hoogste positie | Aantal weken | Opmerkingen                          |
| ---------------------------------------------------- | --------------------- | --------------------- | --------------- | ------------ | ------------------------------------ |
| Be faithful                                          | 2003                  | 06-12-2003            | 11              | 12           | met The Crooklyn Clan                |
| It takes Scoop                                       | 2004                  | 03-04-2004            | 44              | 2            | met The Crooklyn Clan                |
| Lose control                                         | 2005                  | 25-06-2005            | 24              | 13           | met Missy Elliott & Ciara            |
| Rock the boat                                        | 2012                  | 04-02-2012            | 15              | 10           | met Bob Sinclar, Pitbull & Dragonfly |
| Shake it                                             | 2013                  | 09-02-2013            | tip61           | -            | met Dam'Edge & Kat DeLuna            |
| Dance! [2013]                                        | 2013                  | 06-07-2013            | tip93*          |              | met Lumidee                          |

## Prijzen en nominaties

### Prijzen
- 2005: Grammy Award for Best Rap Song - Nominatie - ("Lose Control" met Missy Elliott & Ciara)
- 2005: Grammy Award for Best Short Form Music Video - Gewonnen - ("Lose Control" met Missy Elliott & Ciara)
- 2006: Soul Train Music Award for Best R&B/Soul or Rap Dance Cut ("Lose Control" met Missy Elliott & Ciara)